# Воздушная улица (Москва)
Возду́шная улица — улица, расположенная в Южном административном округе города Москвы на территории районов Орехово-Борисово Северное и Бирюлёво Восточное; в парке «Царицыно».

## История
Улица названа по названию, которое сохранилось у улицы в бывшем подмосковском посёлке Ленино (бывшее Царицыно), который был включён в состав Москвы в 1960 году. Происхождение названия точно не установлено. Утверждается, что в начале XIX века здесь был Воздушный сад усадьбы Царицыно, то есть «на воздухе», в открытом грунте, в отличие от оранжерейных садов; позже здесь находился дачный посёлок Воздушный Сад, расположенный вдоль улицы.
В 2006 году летом в ходе работ, проводившихся на территории музея-заповедника «Царицыно» был уничтожен памятник истории, памятник дачной архитектуры начала XX века — дом № 15 по Воздушной улице, он же «дача Ольгиных», он же «домик Чехова».

## Расположение
Согласно Яндекс.Картам, Воздушная улица проходит от Еготьевского тупика на юго-восток и заканчивается.
Согласно Картам Google, Воздушная улица состоит из двух частей. Первая часть идёт на восток от Улицы Тюрина/1-й Радиальной улицы, пересекает Верхний Царицынский пруд, с севера к ней примыкает Дольская улица, идёт дальше и заканчивается. Вторая часть проходит от Еготьевского тупика.
Согласно картам OpenStreetMap, Воздушная улица состоит из одной непрерывной части, начинается от Улицы Тюрина/1-й Радиальной улицы, с севера к ней примыкают Дольская улица, далее улица продолжается, проходит недалеко от Оранжерейного пруда и в конце концов переходит в Еготьевский тупик.